# Beeston Regis
Beeston Regis este un sat în comitatul Norfolk, regiunea East, Anglia. satul se află în districtul North Norfolk. Are o populație de 1,091 locuitori (în anul 2001). Se află la o distanță de 36 km de Norwich. Aflată la țărmul Marea Nordului

## Istorie
În trecut satul se numea Besetune, Besetuna. Pe dealul care se numește astăzi Beeston Bump este așezata biserica cu hramul All Saints, construita intre 1150-1200. Biserica este zidita din piatra, înscrisa, cu icoane vechi, pictate si datate din anul 1450.

## Oraș în cadrul districtului
- Cromer
- Sheringham

## Galerie de imagini

Beeston Regis
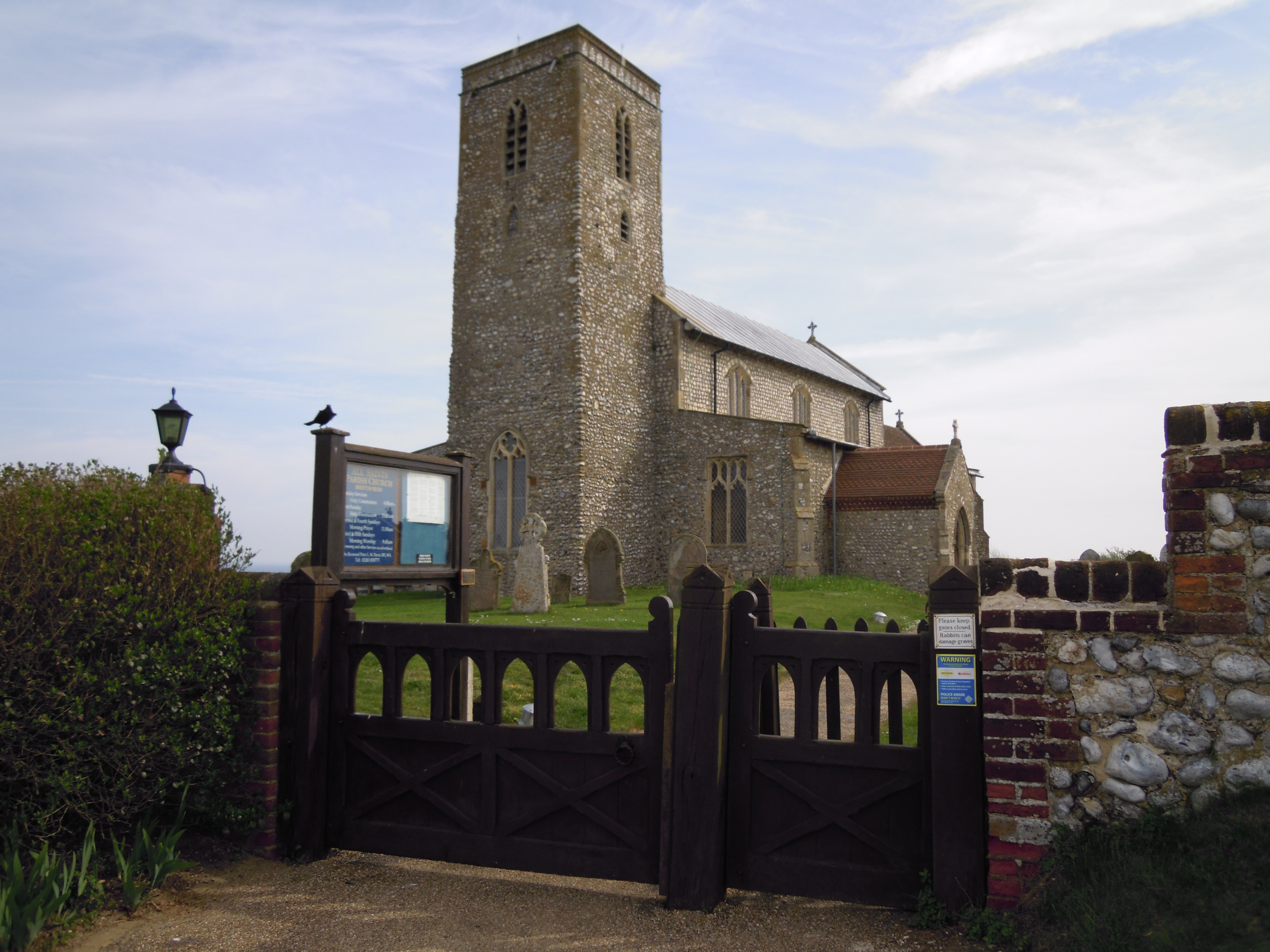
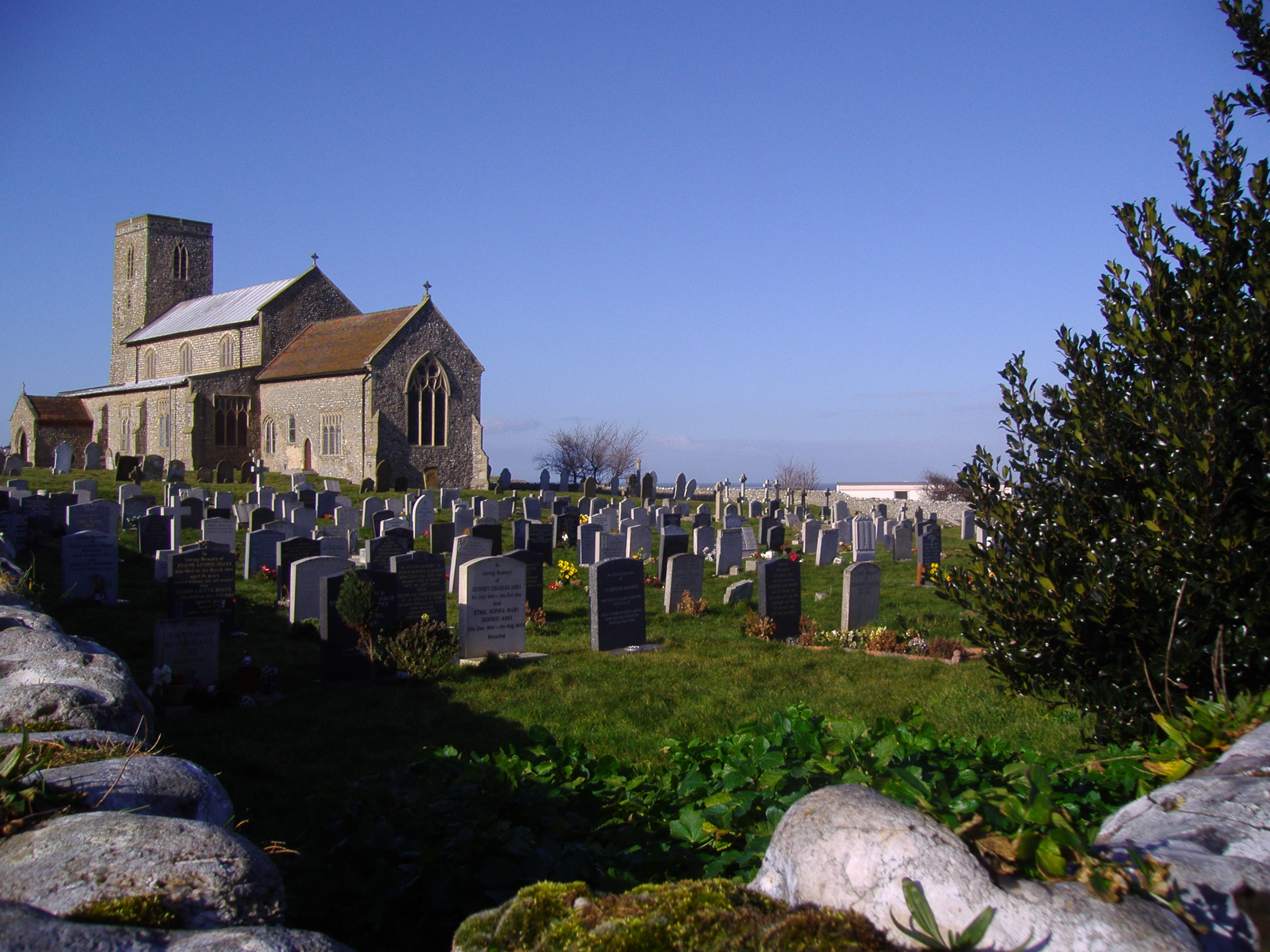
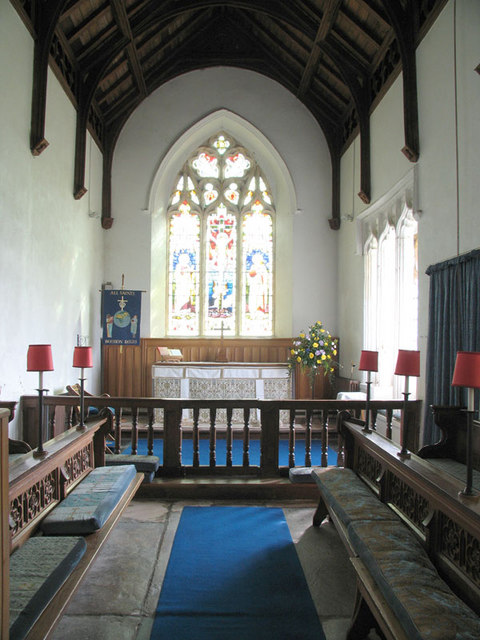
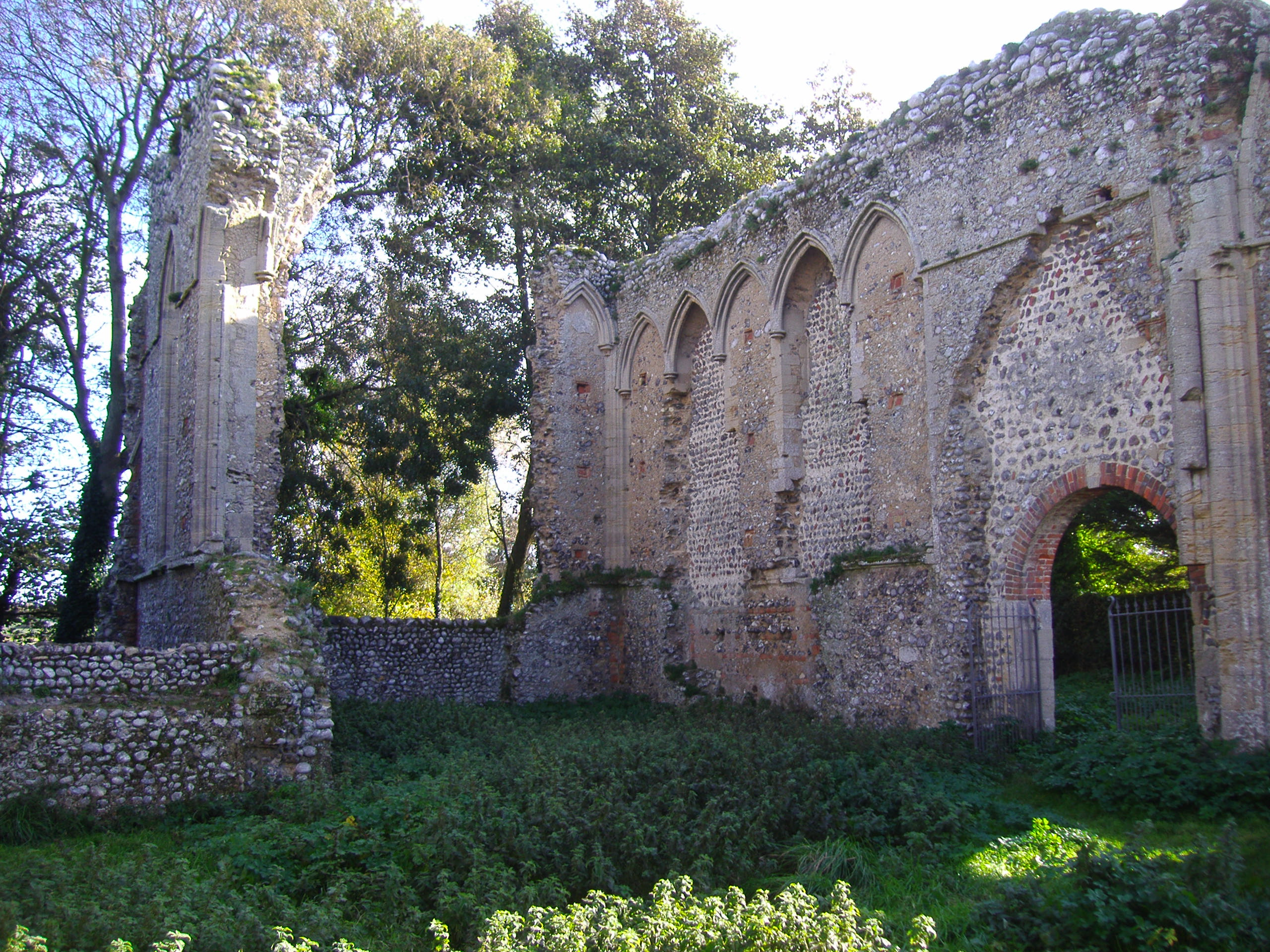
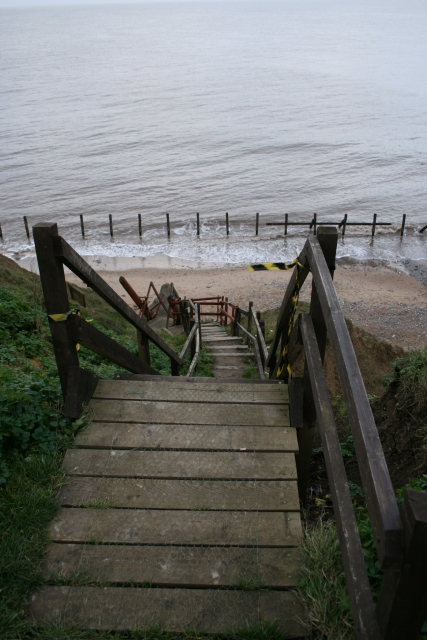
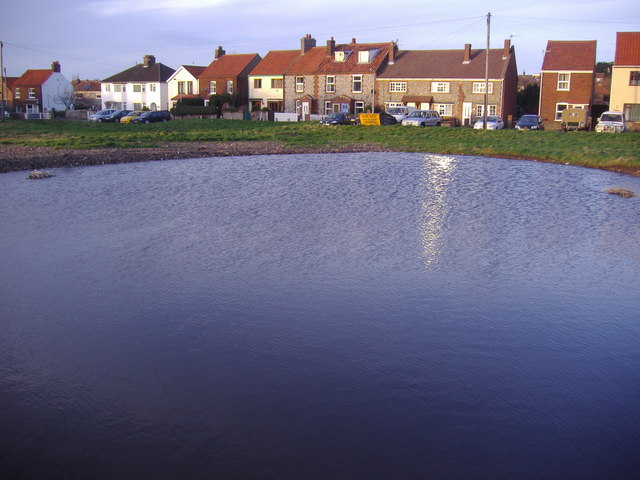
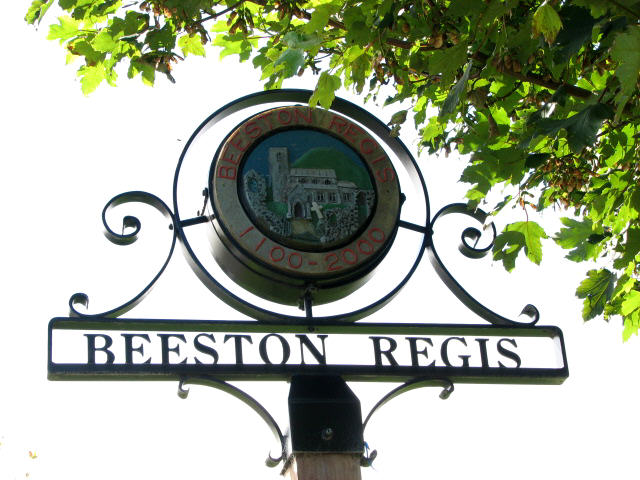
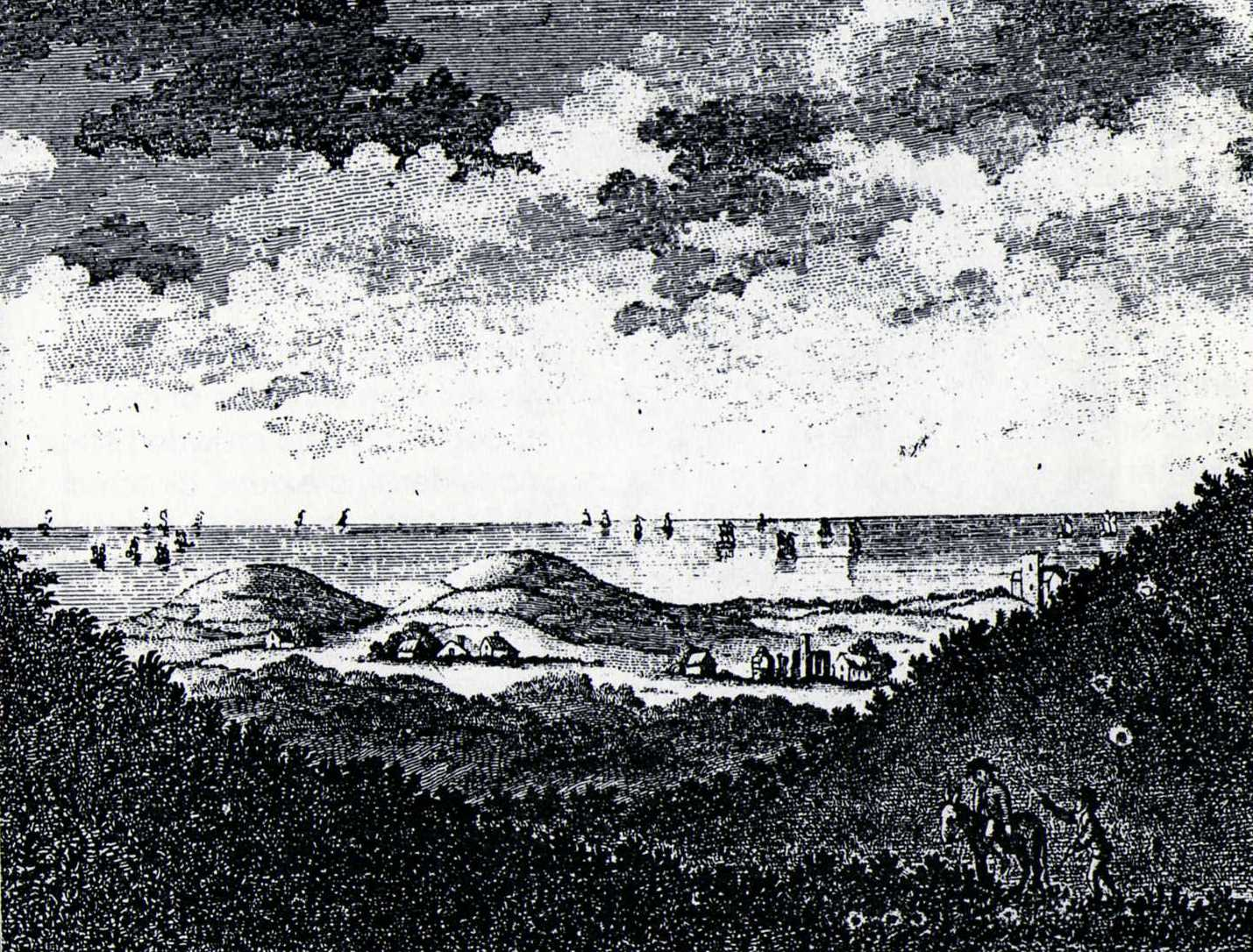